# Quai d'Orsay (film)
Pour les articles homonymes, voir Quai d'Orsay (homonymie).
Pour plus de détails, voir Fiche technique et Distribution.
Quai d'Orsay est un  film français sorti en 2013, réalisé par Bertrand Tavernier, scénarisé par Bertrand Tavernier, Christophe Blain et Antonin Baudry et adapté de Quai d'Orsay, la bande dessinée du même nom de Christophe Blain et Abel Lanzac (pseudonyme d'Antonin Baudry).
Le film est présenté en compétition pour la Coquille d'or lors du Festival international du film de Saint-Sébastien 2013. Il est nommé aux Césars 2014 et Niels Arestrup est récompensé par le prix du meilleur acteur dans un second rôle pour son interprétation de Claude Maupas, le directeur de cabinet.

## Synopsis
Fraîchement diplômé, Arthur Vlaminck est appelé à travailler au service du ministre des Affaires étrangères de droite, Alexandre Taillard de Worms.
Mais entre le flegme du directeur de cabinet, Claude Maupas, les coups bas des autres conseillers dévorés d'ambition et les feuilles qui volent au passage du ministre Taillard de Worms — le tout dans un contexte difficile pour la diplomatie mondiale préoccupée par un conflit —, le jeune Vlaminck se rendra rapidement compte qu'être le « chargé de langage » du chef de la diplomatie n'est pas de tout repos.
Rédiger le discours d'un ministre n'est guère chose aisée : le directeur de cabinet l'approuve, les autres conseillers le dénigrent ; occuper un coin de bureau pour écrire les moutures sans être dérangé par les fréquentes allées et venues du ministre demande bien de la patience ; approcher le chef de la diplomatie pour lui communiquer quelque information semble être impossible… Ainsi se résument les journées d'Arthur Vlaminck, qu'il conte le soir venu à sa compagne, une institutrice engagée à gauche comme lui-même.
Le discours prononcé à la fin du film par le ministre des Affaires étrangères reprend les mots d'un discours réellement prononcé par Dominique de Villepin, le 14 février 2003, à l'ONU, contre une intervention militaire en Irak, pays accusé faussement de détenir des armes de destruction massive.

## Fiche technique

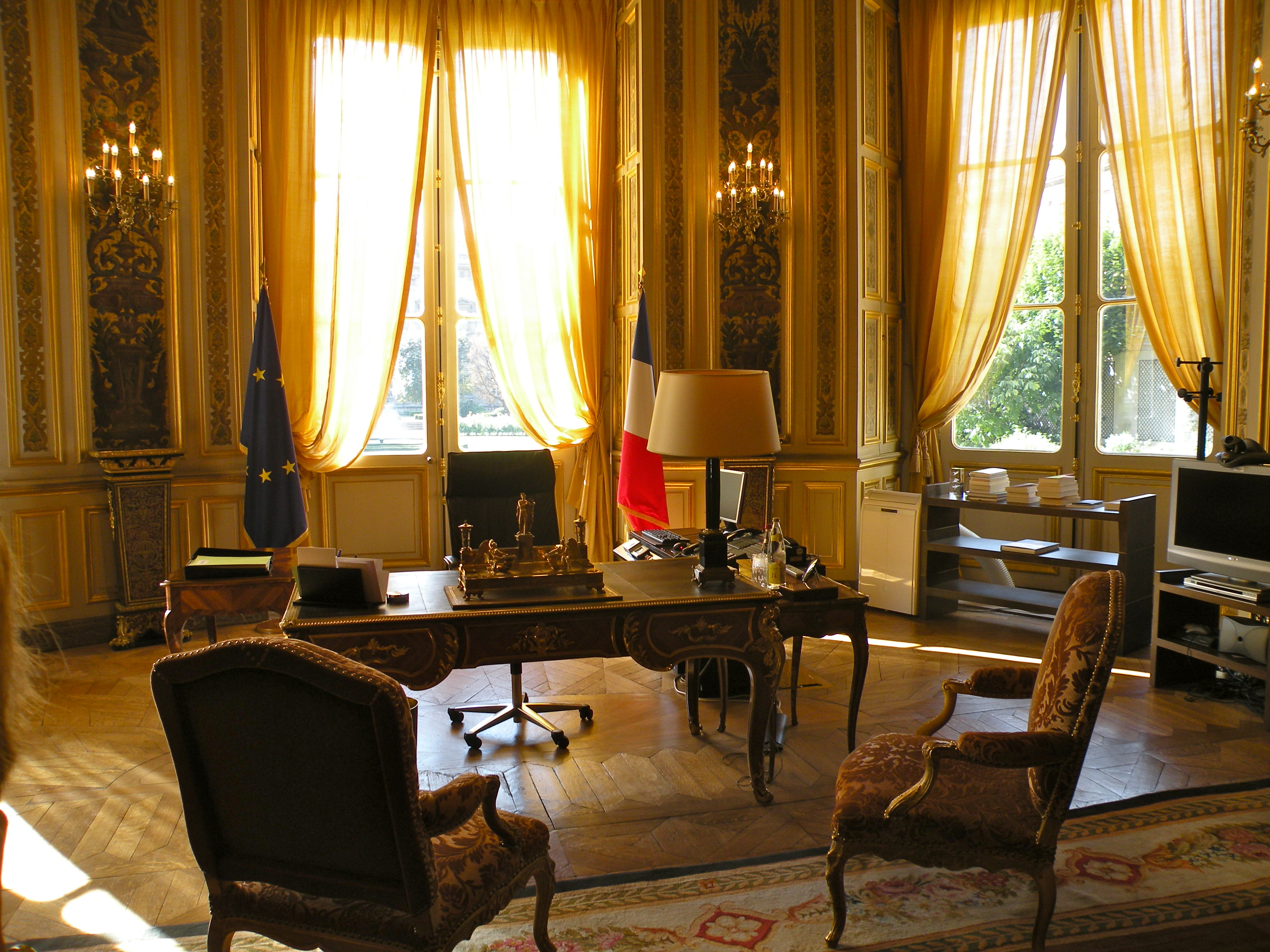
Le film a été en partie tourné au ministère des affaires étrangères (photo : le bureau du ministre en 2011).

- Titre international : Quai d'Orsay
- Réalisation : Bertrand Tavernier
- Scénario : Bertrand Tavernier, Christophe Blain et Antonin Baudry
- Photographie : Jérôme Alméras
- Musique : Philippe Sarde, Bertrand Burgalat[2],[3]
- Montage (dont effets sonores du déplacement du ministre ?) : Guy Lecorne[pas clair]
- Décors et direction artistique : Emile Ghigo
- Costumes : Patricia Saalburg
- Son : Jean-Marie Blondel- Stéréo 5.1
  - Effets sonores du déplacement du ministre dans les couloirs du ministère : Guy Lecorne
- Production :    
  - coproduction : Romain Le Grand
  - production déléguée : Frédéric Bourboulon, Jérôme Seydoux
  - sociétés de production : Little Bear, Pathé, France 2 Cinéma, CN2 Productions, Alvy Développement
- Distribution
- Langue originale : français
- Format : couleur (Technicolor) — 35 mm — 1,85:1
- Genre : comédie
- Durée : 114 minutes
- Dates de sortie[4] : 
  - France : 27 août 2013 au Festival du film francophone d'Angoulême ;
  - France : 6 novembre 2013 en sortie nationale ;
  - Belgique : 6 novembre 2013.

## Distribution

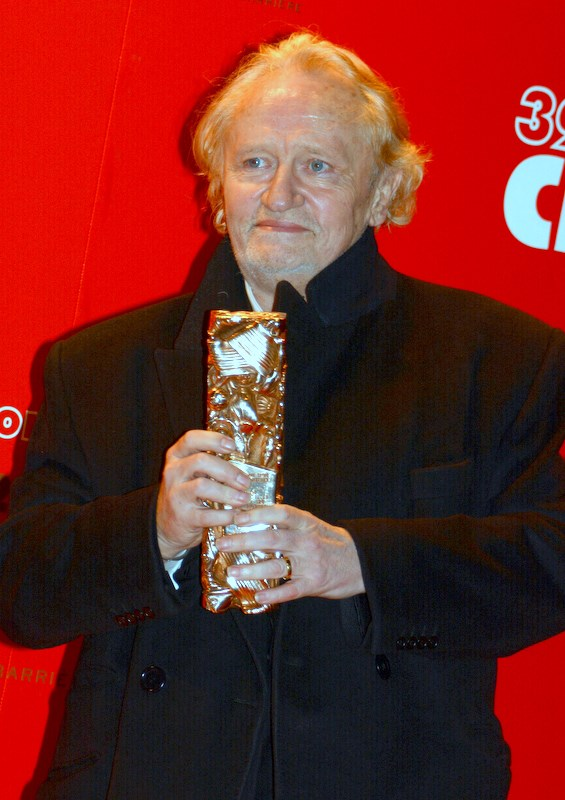
Niels Arestrup venant de remporter le césar du meilleur acteur dans un second rôle pour l’interprétation de Claude Maupas.

- Thierry Lhermitte : Alexandre Taillard de Worms, le ministre des Affaires étrangères
- Raphaël Personnaz : Arthur Vlaminck, le jeune diplômé, plume du ministre
- Niels Arestrup : Claude Maupas, le directeur de cabinet
- Bruno Raffaelli : Stéphane Cahut, le conseiller Moyen-Orient
- Julie Gayet : Valérie Dumontheil, la conseillère Afrique
- Anaïs Demoustier : Marina, la fiancée d'Arthur
- Thomas Chabrol : Sylvain Marquet, le conseiller Europe
- Thierry Frémont : Guillaume Van Effentem, le conseiller Amérique
- Alix Poisson : Odile, la secrétaire de Maupas
- Marie Bunel : Martine, la secrétaire du ministre
- Jean-Marc Roulot : Bertrand Castela, le directeur stratégique
- Sonia Rolland : Nathalie, conseillère parlementaire
- Didier Bezace : Jean-Paul François, l'ami écrivain du ministre
- Jane Birkin : Molly Hutchinson, Prix Nobel de littérature
- Renaud Calvet : l'ambassadeur de France à l'ONU
- Benoit Carré : le « Numéro 2 » de l'ambassade de France
- François Perrot : Antoine Taillard, le père du ministre
- Michel B. Dupérial : l'huissier
- Muhammad Hirzalla : le traducteur
- Sylvain Saulet : le garde du corps de Taillard
- Sébastien Pouderoux : Ludovic
- Thomas Croisière : Xavier
- Joséphine de La Baume : Isabelle
- Jean-Paul Farré : Hector Marlier, l'ami écrivain du ministre
- Loïc Risser : le conseiller écologie
- Karim Dieye : l'officiel Oubangais
- Emile Feltesse : un haut-fonctionnaire
- Joe Tribble : le garde du corps de Taillard
- Bruno Le Maire : lui-même
- Bertrand Tavernier : voix-off du reportage TV sur l'Oubanga

## Production

### Lieux de tournage
- Paris : 7e arrondissement : hôtel du ministre des Affaires étrangères et palais Bourbon
- Aéroport de Paris-Charles-de-Gaulle
- Berlin (Allemagne)
- New York (États-Unis) ; salle du Conseil de sécurité des Nations unies[5]
- Sénégal

## Bande originale
Sauf indication contraire ou complémentaire, les informations mentionnées dans cette section proviennent du générique de fin de l'œuvre audiovisuelle présentée ici.
- Les Nuits d'une demoiselle de Raymond Legrand de 1963 (chanté par Guillaume Van Effentem à Arthur pour essayer de lui remonter le moral après la trahison de Valérie Dumontheil).
- L'Aziza de Daniel Balavoine de 1985.
- Symphonie nº 9 de Ludwig van Beethoven.

### Musiques non mentionnées dans le générique
Par Philippe Sarde :
- Arrivée au Quai d'Orsay, durée : 2 min 15 s.
- Le bureau d'Arthur, durée : 1 min 39 s.
- La routine, durée : 1 min 17 s.
- Maupas, durée : 48 s.
- Résolution d'un conflit, durée : 1 min 6 s.
- Sandwich réflexion, durée : 42 s.
- Stabylo, durée : 1 min 23 s.
- La course du ministre, durée : 1 min 10 s.
- Arrivée à New York, durée : 1 min.
- Oubanga, durée : 2 min 6 s.
- Manuel de résolution des crises, durée : 1 min 51 s.
- Réveil d'urgence, durée : 2 min 10 s.
- Discours à l'ONU, durée : 4 min 43 s.

## Accueil

### Accueil critique
Sur l'agrégateur américain Rotten Tomatoes, le film récolte 62 % d'opinions favorables pour 21 critiques. Sur Metacritic, il obtient une note moyenne de 65⁄100 pour 11 critiques.
En France, le site Allociné propose une note moyenne de 3,4⁄5 à partir de l'interprétation de critiques provenant de 24 titres de presse.
- Pour Le Figaro, « Tavernier adapte avec brio la bande-dessinée de Blain et Lanzac sur Dominique de Villepin (Thierry Lhermitte) en ministre des Affaires étrangères survolté »[9].
- Pour Le Monde, « La restitution de l'ambiance qui pouvait régner au cabinet ministériel en ces années 2002-2004 est réussie. [...] D'où vient, dès lors, la sensation que Tavernier est, en définitive, passé à côté de son sujet ? À trop vouloir tirer son film du côté de la BD, et donc du burlesque, il a perdu en intensité dramatique. »[10]

## Distinctions

### Récompenses
- Prix Jacques-Prévert du scénario 2014, catégorie adaptation, pour Bertrand Tavernier, Christophe Blain et Antonin Baudry
- Festival de Saint-Sébastien 2013 : Prix spécial du jury pour le meilleur scénario décerné à Antonin Baudry, Christophe Blain et Bertrand Tavernier
- Lumières 2014 : Meilleur espoir masculin pour Raphaël Personnaz
- César 2014 : César du meilleur acteur dans un second rôle pour Niels Arestrup

### Nominations
- Festival international du film de Toronto 2013 : sélection « Special Presentations »
- Festival de Saint-Sébastien 2013 : en compétition pour la Coquille d'or
- Lumières 2014 : 
  - Meilleur film
  - Meilleure mise en scène pour Bertrand Tavernier
  - Meilleur acteur pour Thierry Lhermitte
  - Meilleur scénario pour Bertrand Tavernier, Christophe Blain et Antonin Baudry
  - Meilleure image pour Jérôme Alméras
- Césars 2014 : 
  - Meilleure actrice dans un second rôle pour Julie Gayet
  - Meilleure adaptation pour Bertrand Tavernier, Christophe Blain et Antonin Baudry

## Autour du film
Sauf indication contraire ou complémentaire, les informations mentionnées dans cette section proviennent du générique de fin de l'œuvre audiovisuelle présentée ici.
- Le personnage de ministre des Affaires étrangères joué par Thierry Lhermitte est inspiré par l'ancien diplomate et ancien ministre Dominique de Villepin.
- Le générique du film révèle que le chat de Niels Arestrup qui loge au ministère se nomme Pol Pot.
- Le portrait du président de la République apparaît à plusieurs reprises dans les bureaux du ministère des Affaires étrangères sans en distinguer les traits. Un examen attentif de l'image révèle le visage du réalisateur Jean-Paul Rappeneau.
- Bruno Le Maire, qui a travaillé au ministère des Affaires étrangères, apparaît brièvement dans le film (caméo)[11], jouant son propre rôle, félicitant le ministre pour le discours que ce dernier vient juste de prononcer à l'Assemblée nationale.
- L'ancienne miss France Sonia Rolland joue une conseillère parlementaire chahutée par ses collègues du ministère pour avoir été dans sa jeunesse élue miss Angoulême. Il s'agit d'un clin d'œil au passé de miss de l'actrice, et au Festival international de la bande dessinée d'Angoulême, où le tome 2 de la bande dessinée a été récompensé[réf. nécessaire].
- Un extrait du documentaire Océans de Jacques Perrin est visible dans le film.